# Crushing
Crushing es el segundo álbum de estudio de la cantante australiana Julia Jacklin. Fue lanzado en febrero de 2019 bajo el sello Polyvinyl Registro Co., Transgressive Records y Liberation Records.

## Recepción crítica
En Metacritic, el álbum recibió una puntuación mediana de 85, basado en 24 reseñas. Helen Brown de Independient le dio al álbum una puntuación perfecta, llamándolo un triunfo. Neil McCormick de Tellegraph alabó el álbum, dándole una puntuación perfecta y agregó, "Como álbum, Crushing se siente pequeño e íntimo. Pero estas son canciones grandes, llenas de ideas grandes, de un talento grande." Adriane Pontecorvo De PopMatters dio al álbum una revisión positiva, agregando, "Vida, amor, corazones rotos: ninguno de éstos es particularmente materia musical, pero en Crushing, Julia Jacklin nos dejó aprender de sus experiencias con el corazón en su manga. Hay una perspectiva valiosa y verdadera aquí, música emotiva."

## Lista de canciones
Todas las canciones escritas por Julia Jacklin.

Todas las canciones escritas y compuestas por Julia Jacklin. 
| N.º | Título                              | Duración |  |
| 1.  | «Body»                              | 5:07     |  |
| 2.  | «Head Alone»                        | 2:58     |  |
| 3.  | «Pressure to Party»                 | 3:02     |  |
| 4.  | «Don't Know How to Keep Loving You» | 5:32     |  |
| 5.  | «When the Family Flies In»          | 4:00     |  |
| 6.  | «Convention»                        | 3:16     |  |
| 7.  | «Good Guy»                          | 4:11     |  |
| 8.  | «You Were Right»                    | 2:22     |  |
| 9.  | «Turn Me Down»                      | 5:49     |  |
| 10. | «Comfort»                           | 3:07     |  |

## Personal
Los créditos se adaptaron de liner notes.
- Julia Jacklin – vocals, guitarra
- Georgia Mulligan – vocals de respaldo (2, 5)
- Blain Cunneen – Guitarra
- Dominic Rizzo – piano
- Clayton Allen – tambores
- Harry Fuller – guitarra
- Burke Reid – producción, mezcla, ingeniería
- Guy Davie – maasterización
- Nick Mckk – fotografía
- Mel Baxter – diseño